# Анонимные музыкальные трактаты
Анонимные музыкальные трактаты — труды о музыке (преимущественно античные и средневековые), персональная атрибуция которых невозможна или затруднена.

## Общая характеристика
Анонимы составляют примерно треть от всех опубликованных музыкально-теоретических трактатов Средних веков. Некоторые тексты возникли из глосс (схолий) к более ранним (например, античным) научным трудам. Начиная с эпохи Возрождения количество безымянных сочинений о музыке резко уменьшилось.
Известнейшие издатели музыкальных трактатов прошлого М. Герберт и Э. де Кусмакер, стремясь к идентификации публикуемых текстов, сделали ряд поспешных заключений об их авторстве, что породило ложные авторские атрибуции и необоснованные выводы о времени возникновения тех или иных научных теорий (концепций) в сохранившихся текстах. Впоследствии (начиная с конца XIX в. вплоть до наших дней) многие трактаты, опубликованные изначально как авторские, были переклассифицированы в анонимные. Более редки случаи, когда труды, первоначально считавшиеся анонимными, обрели автора. Так, имя автора трактата «Зеркало музыки» (Speculum musicae) Якоба Льежского было установлено по начальным буквам семи книг этого масштабного сочинения.

## Принципы научной идентификации
Для идентификации анонимных музыкально-теоретических трактатов применяются те же принципы, что и для любых других анонимных научных трудов. Используются
- указание на первого издателя анонимного текста, нередко с порядковым номером («Аноним III Беллермана», «Аноним Герберта», «Аноним IV Кусмакера»);
- ссылка на местонахождение рукописи (топоним), на принадлежность анонима к ордену или монастырю («Картузианский аноним», «Цистерцианский аноним», «Аноним из Санкт-Эммерама», «Кёльнский трактат об органуме», «Миланский стихотворный трактат об органуме»);
- префикс «псевдо-», который добавляется к имени человека, чьё авторство было отвергнуто или оспорено в результате научных разысканий («Псевдо-Аристотель», «Псевдо-Плутарх», «Псевдо-Хукбальд», «Псевдо-Одо Клюнийский», «Псевдо-Фома Аквинский»);
- ссылка на начальную фразу (инципит) анонимного текста; этот способ идентификации анонимов считается самым надёжным. Наиболее полный каталог (по инципитам) средневековых музыкальных трактатов содержится в первом томе (многотомного) словаря латинской музыкальной терминологии «Lexicon musicum Latinum»[4].

## Анонимные труды о музыке (выборка)

### I. Античные
- Псевдо-Аристотель. Проблемы (др.-греч. Προβλήματα; III в. до н. э.)[5]. Большая компиляция в форме катехизиса, содержащая, в основном, тривиальные сведения из (учебных дисциплин) гармоники и метрики.
- Псевдо-Евклид. Деление канона (Sectio canonis; дата не определена)[6]. Классический источник по пифагорейской теории монохорда (канона).
- Псевдо-Плутарх. О музыке (др.-греч. Περὶ μουσική; II—III в. н. э.)[7]. Единственный античный музыкальный трактат (в форме диалога), посвящённый истории музыки.
- Фрагменты Никомаха (II—III в. н. э.)[8]. 10 небольших анонимных текстов, содержащих, как считается, фрагментарный пересказ утраченного большого трактата Никомаха о гармонии. Инципиты: (1) др.-греч. Τὴν λύραν τὴν ἐκ τῆς χελώνης φασι..., (2) др.-греч. Εἰσὶν οἵ ἀριθμοί..., (3) др.-греч. Ὅτι Νικόμαχος τὴν  ἀντοτάτην καὶ πρώτην χορδήν..., (4) др.-греч. Ὅτι ὅσοι τῇ ὀγδόῃ χορδῇ..., (5) др.-греч. Ὅτι οὐκ ἐπειδὴ προῆλθόν τινες..., (6) др.-греч. Καὶ γὰρ δὴ καὶ οἵ φθόγγοι σφαίρας ἑκάστης..., (7) др.-греч. Ἀφ᾽ ὧν δὴ καὶ Πυθαγόραν ὁρμώμενον..., (8) др.-греч. Ἀλλὰ πῶς φησιν ὀκτὼ σφαιρῶν ούσῶν..., (9) др.-греч. Ὅτι οἵ φθόγγοι οἵ ὑπὸ τῶν τὴν χειρουργίαν..., 10 др.-греч. Ὤσπερ οὖν ἐνταῦθα τὰ μὲν τοῦ ἡπατῶν τετραχόρδου....
- Анонимы Беллермана (III—V вв. н. э.)[9]. Три небольшие ранневизантийские «гармоники» (учебники гармонии), содержащие (среди прочего) редкие свидетельства античного учения о мелопее (мелодической композиции) и сведения о ритмической нотации. Анонимы Беллермана — первые в истории памятники музыкальной науки, содержащие нотные примеры. Инципиты: (1) др.-греч. Ὁ ῥυθμὸς συνέστηκεν ἔκ τε ἄρσεως καὶ θέσεως..., (2) др.-греч. Μουσική ἐστιν ἐπιστήμη περὶ μέλος ..., (3) др.-греч. Μουσική ἐστιν ἐπιστήμη θεωρητικὴ καὶ πρακτική....
- Псевдо-Птолемей. Музыка (др. идентификатор — «Неаполитанские фрагменты», лат. Excerpta Neapolitana)[10]. Инципит: др.-греч. Ἀρχὴ τῶν μουσικῶν λόγων ἐστίν. Дата не определена.
- Псевдо-Цензорин. Epitoma disciplinarum (III в. н. э.)[11]. Один из наиболее ранних дошедших до нас латинских трактатов о музыке, пытавшихся ассимилировать в Риме элементарную греческую теорию музыки.

### II. Средневековые (латинские)
- Глоссы к трактату «Основы музыки» Боэция[12], IX—XV вв. Собрание текстов (преимущественно небольшого объёма), выдающих богатейшую средневековую рецепцию классического учебника Боэция.
- Alia musica («Иная музыка», заголовок условный и позднейший; инципит: De harmonica consideratione Boetius ita disseruit), IX или X в. Считается первым в истории трактатом, установившим систему монодических октавных ладов григорианского пения. Автор трактата, взявший за основу виды октавы Боэция, поменял их порядок и придал ладам иные (нежели у Боэция) этнонимы, которые (вместе с порядковыми их номерами) отныне закрепились за восемью диатоническими церковными тонами[13].
- Псевдо-Хукбальд. Musica enchiriadis («Учебник музыки»), Scolica enchiriadis («Схолии к учебнику музыки») и ряд родственных трактатов конца IX в., автора которых условно называют Псевдо-Хукбальдом. Эти труды содержат первое свидетельство о многоголосной музыке (органум и его техника композиции), а также теорию дасийной нотации. Трактат Musica enchiriadis оказал большое влияние на развитие средневековой теории музыки, в частности, его материал активно использовал (вплоть до точныъх цитат) Гвидо Аретинский.
- Мецский тонарий (инципит: Noe noe ane auctoritas vera…), 830 г. Первый дошедший до наших дней ненотированный полный тонарий.
- Псевдо-Бернелин (инципит: Prima species diatessaron…), X в. или начало XI в.[14] Важный источник по средневековой теории видов консонанса как структурных элементов монодических церковных тонов.
- Аноним II Герберта (инципит: Quinque sunt consonantiae…), иначе «Льежский тонарий» (Tonarius Lugdunenis)[15], X или XI в. Первая, теоретическая часть — попытка адаптации учения о ладах Боэция к практике григорианской монодии, вторая — обширный (ненотированный) тонарий.
- Dialogus de musica («Диалог о музыке», инципит: Quid est musica? Veraciter canendi scientia…). Дата: около 1000[16]
- Трактат (без заголовка) с инципитом «Musicae artis disciplina» («Предмет музыкальной науки»). Дата: около 1000[17]. Авторов обоих (разных) трактатов называют одним и тем же именем «Псевдо-Одо»[18] [19]. Учение Псевдо-Одо содержит классическое определение тона, а также впервые — алфавитную (латинскую) буквенную систему нотации от A до G (включая двойную ступень b/h), воспринятую Гвидо Аретинским и применяемую вплоть до наших дней.
- Миланский прозаический трактат об органуме (известен под заголовком Ad organum faciendum; инципит: Cum obscuritas diaphoniae) и Миланский стихотворный трактат об органуме (инципит: Cum autem diapente et diatessaron organizamus); оба датируются второй половиной XI в. Важнейшие источники сведений о непараллельном органуме.
- Аноним Вивелла (без заглавия; инципит: Micros graece, brevis latine), датирован 1070-1100 гг. Самый ценный и обширный комментарий к "Микрологу" Гвидо Аретинского. Предмет комментария — пролог и главы 1-13, 15-17, 20. Критическое издание: Expositiones in Micrologum Guidonis Aretini, ed. J. Smits van Waesberghe. Amsterdam, 1957, pp.93-172.
- Псевдо-Мурис. Сумма музыки (Summa musicae; инципит: Amicorum iusta et honesta petitio…). Трактат, который был приписан Гербертом Иоанну де Мурису, в действительности создан анонимным автором XIII века. Написанный прозиметром, содержит (кроме всего прочего) редкие сведения о технике исполнения хорала, его полифонических обработках (см. Органум) и музыкальных инструментах своего времени[20].
- Аноним IV Кусмакера. О мензурах и дисканте (De mensuris et discantu; инципит: Cognita modulatione melorum), 1272—1280. Единственный источник, упоминающий имена музыкантов школы Нотр-Дам — Леонина и Перотина. Описывает жанры и формы музыкальной композиции, принятые в этой школе.
- Аноним из Санкт-Эммерама. О мензуральной музыке (De musica mensurata; инципит: Quoniam prosam artis musicae mensurabilis; 1279). Посвящён различным аспектам контрапункта, в том числе содержит ценные сведения о технике гокета. Впервые издан в 1930 г. Генрихом Зовой (отсюда альтернативная идентификация источника, «Аноним Зовы»). Лучшее издание с английским переводом и комментариями выполнил Дж. Юдкин[21].
- Псевдо-Мурис. Книжечка о размеренном пении (Libellus cantus mensurabilis, ок. 1340); в этом трактате (содержащем свод правил мензуральной нотации и ритмики) впервые описана техника изоритмии.
- Аноним из Мелька. Небольшой трактат о ритме и нотации в искусстве музыки (Tractatulus de cantu mensurali seu figurativo musice artis; инципит: Quoniam cantum mensuralem seu figuratum musice artis multi ignorantes…), 1462. Первое в истории вхождение популярного музыкального термина cantus figuratus (figurativus).
- Аноним XIII Кусмакера (на французском языке; инципит: Qui veult savoir l’art de deschant…), ок. 1400 г. Первый трактат о музыке, в котором встречается термин «аккорд» (фр. acor <sic>).
- Аноним XI Кусмакера. Tractatus de musica plana et mensurabili (инципит: Item diceres, quare musica studetur?), середина XV века. Впервые опубликован Кусмакером (CS III, 416–475). Новое издание: Wingell R. J. Anonymous XI (CS III): An Edition, Translation, and Commentary. Diss. Univ. of Southern California, 1973. Компиляция из текстов разной тематики (григорианика, мензуральная ритмика, тонарий); учёные насчитывают в компиляции от 7 (Уинджелл) до 14 (LmL) частей. Оригинален текст об интервалах (LmL: Interv. Notandum), который охватывает не только общеизвестные диссонансы и консонансы от унисона до октввы, но также микроинтервалы (схизма, комма, диасхизма, диеса).
- Картузианский аноним (конец XV в.). Четыре трактата о музыке, содержащие теоретическое (спекулятивное) учение о музыке, практическое учение о музыкальной композиции и тонарий[22].

### III. Средневековые (греческие)
- Hagiopoiltes («Святоградец»)[23]. Византийский трактат, содержащий (наряду с тривиальными сведениями из античной гармоники) важные свидетельства о церковной монодии (основные черты византийской невменной нотации, теория гласов). Сохранился в рукописях XIV и XVIII веков. Гипотетическая дата компиляции «Святоградца» — XII в.[24][25]

### IV. Ренессансные
Анонимные византийские и древнерусские труды о музыке, в чём-то аналогичные западным, рассматриваются в статье Певческая азбука.